# 张德英
张德英（1953年7月1日—），中国女子乒乓球运动员。她曾获得1977年世界乒乓球锦标赛女子单打铜牌、团体金牌，1979年世界乒乓球锦标赛女子单打、混合双打铜牌，女子双打、团体金牌，1981年世界乒乓球锦标赛女子双打、团体金牌，单打铜牌。